# Bahia Honda Key
Bahia Honda Key ist eine der unteren Inseln in der Kette der Florida Keys. Sie
liegt in der Reihe der Keys genau zwischen Ohio Key und Spanish Harbor Key. Des Weiteren liegt sie in der Nähe der bekannteren Stadt Marathon und ist nicht weit vom westlichen Ende der Seven Mile Bridge entfernt.
Zur Volkszählung 2000 hatte die Insel 67 Einwohner.

## Bahia Honda State Park
Der größte Teil der unbewohnten Insel ist vom 2,1 km² großen Bahia Honda State Park bedeckt, der wegen seiner drei Strände bei Touristen sehr geschätzt ist. Der Park hat ganzjährig ab 8:00 Uhr morgens bis zum Sonnenuntergang geöffnet.
Die Insel verfügt über eine artenreiche Pflanzen- und Tierwelt.

## Verkehrsanbindung
Bahia Honda ist über den für seine vielen Brücken bekannten Overseas Highway U.S. Highway 1 mit dem Festland verbunden.

## Ehemalige Bahnanbindung
Vom Strand aus ist auch die Bahia Honda Bridge zu sehen, ein Teil der ehemaligen Bahnverbindung (Florida East Coast Railway) zwischen Homestead und Key West.
Die Bahnverbindung zwischen Homestead und Key West wurde 1912 eröffnet. 1935 wurde die Strecke durch den Labor-Day-Hurrikan schwer beschädigt. Da der Wiederaufbau als nicht rentabel eingeschätzt wurde, wurde die Strecke stillgelegt. Stattdessen wurde ab 1938 auf der Trasse mit dem Bau des Overseas Highway begonnen.